# Badminton 1980
Höhepunkte des Badmintonjahres 1980 waren die Badminton-Weltmeisterschaft 1980 sowie die All England, die Irish Open, die Scottish Open, die German Open, die Denmark Open, die French Open und die Europameisterschaft.
==Internationale Veranstaltungen ==
| Veranstaltung | Herreneinzel     | Dameneinzel      | Herrendoppel                        | Damendoppel                         | Mixed                          |
| ------------- | ---------------- | ---------------- | ----------------------------------- | ----------------------------------- | ------------------------------ |
| All England   | Prakash Padukone | Lene Køppen      | Tjun Tjun Johan Wahjudi             | Gillian Gilks Nora Perry            | Mike Tredgett Nora Perry       |
| Denmark Open  | Prakash Padukone | Ivanna Lie       | Steen Skovgaard Flemming Delfs      | Gillian Gilks Nora Perry            | Mike Tredgett Nora Perry       |
| French Open   | Gert Helsholt    | Pia Nielsen      | Peter Holm Hans Olaf Birkholm       | Marieluise Zizmann Liselotte Blumer | Peter Holm Pia Nielsen         |
| German Open   | Thomas Angarth   | Pia Nielsen      | Jens Peter Nierhoff Steen Skovgaard | Jane Webster Karen Chapman          | Steen Skovgaard Anne Skovgaard |
| Swedish Open  | Prakash Padukone | Yoshiko Yonekura | Ade Chandra Christian Hadinata      | Atsuko Tokuda Yoshiko Yonekura      | Lars Wengberg Anette Börjesson |